# Liste der Gesundheitsminister von Brandenburg
Liste der Gesundheitsminister von Brandenburg.

## Gesundheitsminister Brandenburg (seit 1990)
| Name                                                                 | Amtsantritt                                          | Kabinett                                             | Partei                                               |
| Minister für Arbeit, Soziales, Gesundheit und Frauen                 | Minister für Arbeit, Soziales, Gesundheit und Frauen | Minister für Arbeit, Soziales, Gesundheit und Frauen | Minister für Arbeit, Soziales, Gesundheit und Frauen |
| -------------------------------------------------------------------- | ---------------------------------------------------- | ---------------------------------------------------- | ---------------------------------------------------- |
| Regine Hildebrandt                                                   | 1. November 1990 11. Oktober 1994                    | Stolpe I Stolpe II                                   | SPD                                                  |
| Alwin Ziel                                                           | 13. Oktober 1999 26. Juni 2002                       | Stolpe III Platzeck I                                | SPD                                                  |
| Günter Baaske                                                        | 14. August 2002                                      | Platzeck I                                           | SPD                                                  |
| Minister für Arbeit, Soziales, Gesundheit und Familie                |                                                      |                                                      |                                                      |
| Dagmar Ziegler                                                       | 13. Oktober 2004                                     | Platzeck II                                          | SPD                                                  |
| Minister für Umwelt, Gesundheit und Verbraucherschutz                |                                                      |                                                      |                                                      |
| Anita Tack                                                           | 6. November 2009 28. August 2013                     | Platzeck III Woidke I                                | Die Linke                                            |
| Minister für Arbeit, Soziales, Gesundheit, Frauen und Familie        |                                                      |                                                      |                                                      |
| Diana Golze                                                          | 5. November 2014                                     | Woidke II                                            | Die Linke                                            |
| Stefan Ludwig (kommissarisch)                                        | 28. August 2018                                      | Woidke II                                            | Die Linke                                            |
| Susanna Karawanskij                                                  | 19. September 2018                                   | Woidke II                                            | Die Linke                                            |
| Minister für Soziales, Gesundheit, Integration und Verbraucherschutz |                                                      |                                                      |                                                      |
| Ursula Nonnemacher                                                   | 20. November 2019                                    | Woidke III                                           | Grüne                                                |
| Kathrin Schneider (kommissarisch)                                    | 25. November 2024                                    | Woidke III                                           | SPD                                                  |
| Minister für Gesundheit und Soziales                                 |                                                      |                                                      |                                                      |
| Britta Müller                                                        | 11. Dezember 2024                                    | Woidke IV                                            | parteilos                                            |